# Omicourt
Omicourt é uma comuna francesa na região administrativa de Grande Leste, no departamento das Ardenas. Estende-se por uma área de 7,36 km². Em 2010 a comuna tinha 42 habitantes (densidade: 5,7 hab./km²).